# 森山京
森山 京（もりやま みやこ、1929年〈昭和4年〉7月10日 - 2018年〈平成30年〉1月7日）は、日本の童話作家、コピーライター。化粧品のCMコピー「25歳はお肌の曲がり角」の作者。

## 来歴
東京都大森生まれ。兵庫県立福崎高等女学校卒業、神戸女学院大学中退。大阪阪急百貨店宣伝部勤務を経てフリーのコピーライターとなり、日本デザインセンターで活動した。40歳から創作を始める。1968年「子りすが五ひき」で講談社児童文学新人賞佳作、翌年児童文学作家としてデビュー。1983年『ねこのしゃしんかん』（講談社）でボローニャ国際児童図書展エルバ賞特別賞受賞。1989年「きつねのこ」シリーズで路傍の石幼少年文学賞、1990年『あしたもよかった』で小学館文学賞、1996年『まねやのオイラ旅ねこ道中』で野間児童文芸賞、1999年『パンやのくまちゃん』でひろすけ童話賞、2009年『ハナと寺子屋のなかまたち』で赤い鳥文学賞を受賞。2014年、日本児童文芸家協会より児童文化功労者表彰。
2018年1月7日、脳出血のため、神奈川県横浜市の自宅で死去。88歳没。

## 著書
- 『こりすが五ひき』（講談社） 1969、のち青い鳥文庫
- 『こりすのはんかち』（銀河社） 1975
- 『森のゆうびんや』（フレーベル館） 1976
- 『こうさぎのジャムつくり』（フレーベル館） 1977
- 『おかあさんになったつもり』（フレーベル館） 1979
- 『おおきなさくらのきのしたで』（フレーベル館） 1980
- 『ねぼけてなんかいませんよ』（フレーベル館） 1980
- 『もうねむたくてねむたくて』（フレーベル館） 1981
- 『おとうさんはライオンみたい』（フレーベル館） 1981
- 『おしゃべりねこ大かつやく』（小峰書店） 1981、のちてのり文庫
- 『いちごだいすき』（フレーベル館） 1982
- 『ドレミファ・ドーナツふきならせ』（フレーベル館） 1982、再刊 2002
- 『こうさぎのあいうえお』（小峰書店） 1983
- 『しっぽの長いねこの話』（フレーベル館） 1983
- 『こぶたのむぎわらぼうし』（小峰書店） 1983
- 『ねこのしゃしんかん』（講談社） 1983
- 『ポテト・チップスができるまで』（小峰書店） 1984
- 『きつねののぞきめがね』（講談社） 1984
- 『大きくてもちっちゃいかばのこカバオ』（偕成社） 1984、のち風濤社（木村かほる絵） 2016
  - 『まだまだちっちゃいかばのこカバオ』（偕成社） 1985
  - 『ひっこしをしたかばのこカバオ』（偕成社） 1988
- 『おるすにしつれいいたします』（講談社） 1984
- 『きいろいばけつ』（あかね書房） 1985
- 『あのみちこのみち』（フレーベル館） 1985
- 『友だちごっこもわるくない』（小峰書店） 1985
- 『ぞうくんねずみくん』（小峰書店） 1985
- 『しゃしんかんのメリークリスマス』（講談社） 1985
- 『親カバ子カバカバダバダ』（あかね書房） 1985
- 『こぶたはめいたんてい?』（講談社） 1986
- 『ほんとにほんとのくまたろうくん』（偕成社） 1986
- 『へびくんぞうくん』（小峰書店） 1986
- 『つりばしゆらゆら』（あかね書房） 1986
- 『いのししイノタのいたずらノート』（ひさかたチャイルド） 1986
- 『クマコフさん、もういちど』（教育画劇） 1986
- 『こうさぎのかるたつくり』（小峰書店） 1986
- 『ぶたのモモコはバレリーナ』（黒井健絵、小峰書店） 1986
  - 『ぶたのモモコとフルーツパーラー』（小峰書店） 1993
- 『わたしのなまえはゴリラ・リラ』（小峰書店） 1986
- 『ぼくだけしってる』（あかね書房） 1987
- 『5ひきのまんなか』（フレーベル館） 1987
- 『星ふり高原夏ものがたり』（講談社） 1987
- 『わにくんぞうくん』（小峰書店） 1987
- 『あわてんぼころたのにちようび』（講談社） 1987
- 『青い帽子の物語』（小峰書店） 1987
- 『たからものとんだ』（あかね書房） 1987
- 『しりとりこねこ』（国土社） 1987
- 『いいものもらった』（小峰書店） 1987
- 『かやこのねがい』（ひさかたチャイルド） 1988
- 『あのこにあえた』（あかね書房） 1988
- 『ともだちの木 ツネキチのばあいは…』（理論社） 1988
- 『子だぬきタンタ化け話』（教育画劇） 1988
- 『パパはポンちゃん』（あかね書房） 1988
- 『ほんとはともだち』（講談社） 1989
- 『ぼくがまどをあけたら』（フレーベル館） 1989
- 『おはなしぽっちり』（小峰書店） 1989
- 『お面をつけた男の子』（佼成出版社） 1989
- 『だれが一ばん』（草土文化） 1989
- 『あしたもよかった』（小峰書店） 1989
- 『こぶたのもしもし』（フレーベル館） 1989
- 『おばあちゃんどこにいますか』（ポプラ社） 1989
- 『ももたろうくん』（ひくまの出版） 1990
- 『こぶたブンタのチョコレート』（講談社） 1990
  - 『こぶたブンタのシンデレラ』（講談社） 1990
  - 『こぶたブンタのネコフンジャッタ』（講談社） 1991
- 『おばあさんのメリークリスマス』（国土社） 1990
- 『あきらくんかおるちゃん』（あかね書房） 1990
  - 『さちこちゃんたくやくん』（あかね書房） 1991
  - 『なおとくんはるかちゃん』（あかね書房） 1992
  - 『まりこちゃんやすきくん』（あかね書房） 1992
  - 『らいたくんわかばちゃん』（あかね書房） 1992
- 『うれしいポケット』（新日本出版社） 1991
- 『うそっこうさぎ』（文化出版局） 1992
- 『森のクンクン』（小峰書店） 1992
  - 『クンクンのたんけん』（小峰書店） 1993
- 『おばあちゃんの大きな手』（文渓堂） 1992
- 『なかよしボール』（小学館） 1992
- 『おにの子フウタ』（あすなろ書房） 1992
- 『ももこのひなまつり』（教育画劇） 1993
- 『いいおへんじをまってます』（佼成出版社） 1993
- 『くまさんのあかいくるま』（偕成社） 1993
- 『おかえりくまくん』（佼成出版社） 1993
- 『クマさんたら、クマさん』（理論社） 1994
- 『くまさんにであった』（偕成社） 1994
- 『まねやのオイラ』（講談社） 1994
- 『おおきくなったら』（ポプラ社） 1994
- 『ながいながいおるすばん』（ポプラ社） 1994
- 『おてがみもらったおへんじかいた』（あかね書房） 1996
- 『あのいろこのいろなにかこう』（アリス館） 1995
- 『いっしょになみだ』（教育画劇） 1995
- 『まねやのオイラ旅ねこ道中』（講談社） 1996
- 『ねこのしゃしんかん』（講談社） 1996
  - 『しゃしんかんのメリークリスマス』（講談社） 1996
- 『おとうとねずみチロのはなし』（講談社） 1996
  - 『おとうとねずみチロはげんき』（講談社） 1997
  - 『おとうとねずみチロとあそぼ』（講談社） 1997
- 『きつねのきのじ』（ポプラ社） 1997
- 『コスモス』（岩崎書店） 1997
- 『12のつきのちいさなおはなし』（童心社） 1997
- 『すてきなバスケット』（フレーベル館） 1997
- 『まほうつかいのクリスマス』（あかね書房） 1997
- 『まねっこだいすき』（ベネッセコーポレーション） 1998
- 『パンやのくまちゃん』（あかね書房） 1998
- 『あやとりひめ 五色の糸の物語』（理論社） 1998
- 『とりかえっことりかえっこ』（教育画劇） 1999
- 『だめねこのいっしょうけんめい』（ポプラ社） 1999
- 『ズボンだいすき』（ポプラ社） 1999
- 『おめめがさめた』（ポプラ社） 1999
- 『おおきなオムレツ』（ポプラ社） 1999
- 『くらべっこ』（ポプラ社） 1999
- 『たからばこ』（ポプラ社） 1999
- 『とおる』（ポプラ社） 2000
- 『うちへおいで』（ポプラ社） 2000
- 『あたたかいおくりもの』（ポプラ社） 2000
- 『うみをみに』（ポプラ社） 2000
- 『ともだちほしい』（ポプラ社） 2001
- 『おおきなテーブル』（ポプラ社） 2001
- 『すてきなバスケット』（フレーベル館） 2001
- 『こうさぎのジャムつくり』（フレーベル館） 2002
- 『てんぐちゃん』（理論社） 2002
- 『くまさんのいす』（講談社） 2002
- 『森のゆうびんや』（フレーベル館） 2002
- 『おかあさんになったつもり』（フレーベル館） 2002
- 『クー』（ポプラ社） 2003
- 『おさらのぞうさん』（小峰書店） 2003
- 『てんぐちゃんとふたごのおに』（理論社） 2004
- 『ちいさなはなよめ』（教育画劇） 2004
- 『おべんともって』（偕成社） 2004
- 『くまちゃん、どこいくの』（ポプラ社） 2004
- 『くまさんとパン』（ポプラ社） 2005
  - 『くまさんとおちば』（ポプラ社） 2005
  - 『くまさんのびょうき』（ポプラ社） 2005
- 『いすがにげた』（ポプラ社） 2005
- 『あそびましょ』（草炎社） 2005
- 『山と川と海と サチとユウタの物語』（小峰書店） 2005
- 『ハナさん おばあさんの童話』（ポプラ社） 2006
- 『まってる』（偕成社） 2006
- 『てんぐちゃんのおまつり』（理論社） 2006
- 『パコ』（ポプラ社） 2007
- 『いきてるよ』（ポプラ社） 2007
- 『ともだちみつけた』（あかね書房） 2008
- 『ハナと寺子屋のなかまたち 三八塾ものがたり』（理論社） 2008
- 「もりやまみやこ童話選」全5巻（ポプラ社） 2009
- 『おおなべこなべ』（童心社） 2009
- 『いいことがありました』（偕成社） 2010
- 『みずたまり』（松成真理子 え 偕成社） 2011
- 『丘の木ものがたり』（ふくざわゆみこ絵、講談社） 2011
- 『バスがくるまで』（黒井健え、小峰書店） 2011
- 『またおいで』（いしいつとむ絵、あかね書房） 2011
- 『一さつのおくりもの』（鴨下潤絵、講談社） 2012
- 『だれかさんのかばん』（高橋和枝絵、ポプラ社） 2012
- 『ありがとうっていいもんだ』（ささめやゆき絵、文渓堂） 2012
- 『おさきにどうぞ』（ささめやゆき絵、文渓堂） 2013
- 『ねぼけてなんかいませんよ』（佐野洋子絵、フレーベル館） 2013
- 『あしたあさってしあさって』（はたこうしろう絵、小峰書店） 2014
- 『りんごの花がさいていた』（篠崎三朗絵、講談社） 2014
- 『とんだ、とべた、またとべた!』（黒井健絵、ポプラ社） 2014
- 『なかよくなれたね』（ささめやゆき絵、文渓堂） 2015
- 『リンちゃんとネネコさん』（野見山響子絵、講談社） 2017
- 『ハンカチさがし』（岡田千晶絵、文渓堂） 2018
- 『おばあちゃんのわすれもの』（100%ORANGE絵、のら書店） 2018

### 共著
- 『ありがとうのおはなし』（末吉暁子, 斉藤洋共著、講談社） 2009

## 翻訳
- 『あそぶのいっしょ』（ニック・バターワース、小学館） 1994.9
- 『おかいものいっしょ』（ニック・バターワース、小学館） 1994.9
- 『おてつだいいっしょ』（ニック・バターワース、小学館） 1994.9
- 『おやすみいっしょ』（ニック・バターワース、小学館） 1994.9
- 『ハネスうさぎはゆうびんやさん』（バーナデット・ワッツ、講談社） 1999.3
- 『ハネスうさぎのたんじょうび』（バーナデット・ワッツ、講談社） 2000.4
- 『ハネスうさぎのクリスマス』（バーナデット・ワッツ、講談社） 2000.10
- 『おばけのウー』（アナ・マルティン・ララニャガ、小学館） 2000.12
- 『ずーっといっしょ』（マリアン・クシマノ、講談社） 2002.6
- 『おやすみハリー』（キム・ルイス、小学館） 2003.12
- 『みみをすましてごらん』（メアリー・オニール、講談社） 2004.11
- 『とべたよハリー』（キム・ルイス、小学館） 2006.1
- 『ようこそクリスマス』（マリアン・クシマノ・ラヴ、講談社） 2006.10
- 『ゆきのまちかどに』（ケイト・ディカミロ、ポプラ社） 2008.10
- 『いのちの木』（ブリッタ・テッケントラップ作絵、ポプラ社） 2013